# Jacques-François Carbillet
Jacques-François Carbillet, né à Auberive le 4 février 1766 et mort à Chalon-sur-Saône le 20 mai 1828, est un sculpteur et peintre français.

## Biographie
Jacques-François Carbillet est né à Auberive (Haute-Marne), en 1766. Il est d'abord élève à l'école de Dijon, puis reçoit de cette ville une pension qui lui permet de venir à Paris. Il s'établit ensuite à Chalon-sur-Saône où il fonde une école des beaux-arts. C'est là qu'il meurt en 1828.
Le musée des Beaux-Arts de Dijon conserve un buste en plâtre de Henri IV, un portrait de Mme de Sévigné, copié d'après Pierre Mignard, et un portrait de Bossuet, copié d'après Hyacinthe Rigaud. Il était sans doute parent de Charles-François Carbillet, maître sculpteur à Paris, qui fut admis à l'Académie de Saint-Luc en 1735. 

Œuvres de Jacques-François Carbillet
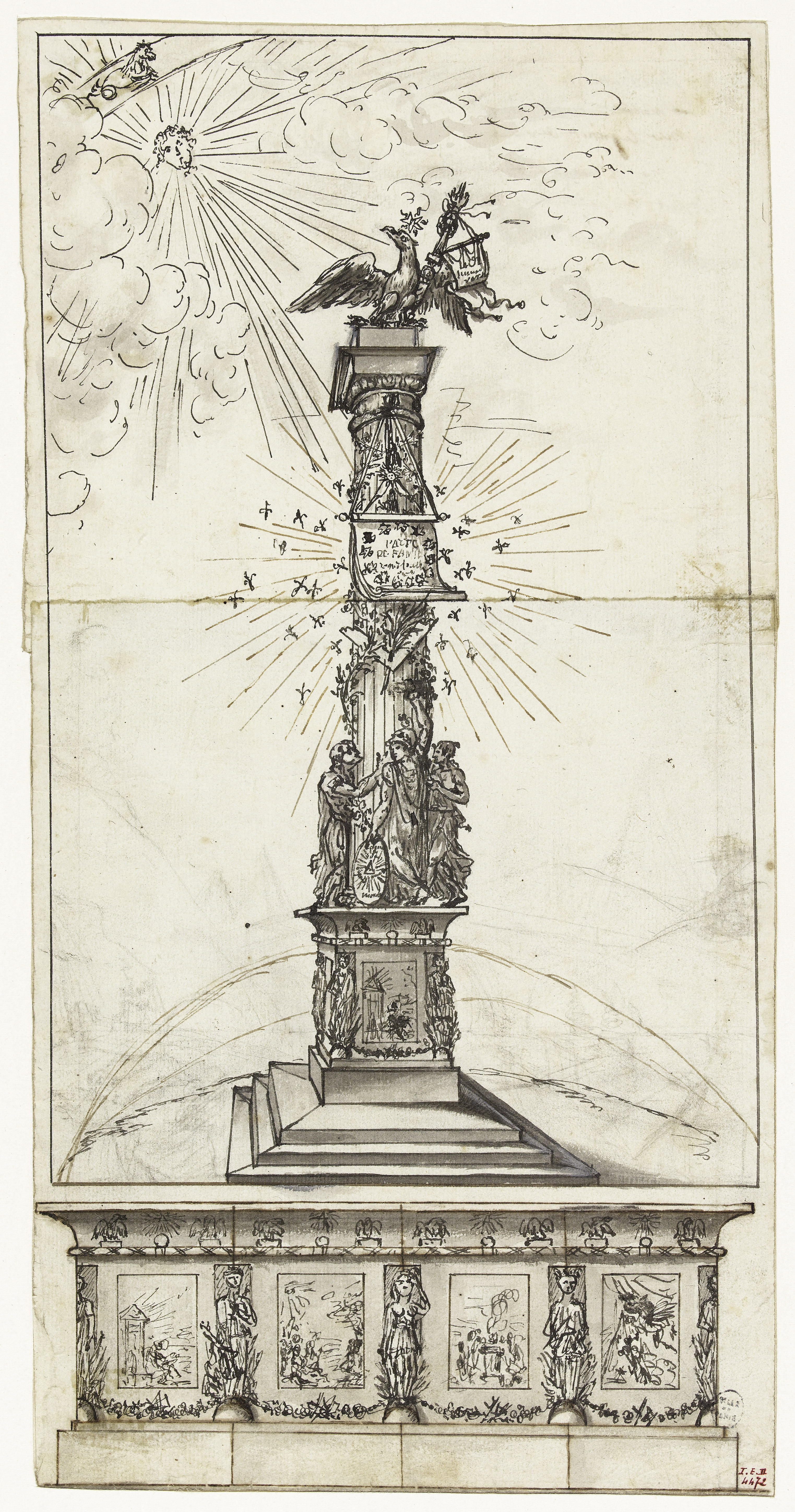
Projet de décoration (colonne) à la gloire de Napoléon, Paris, musée Carnavalet.
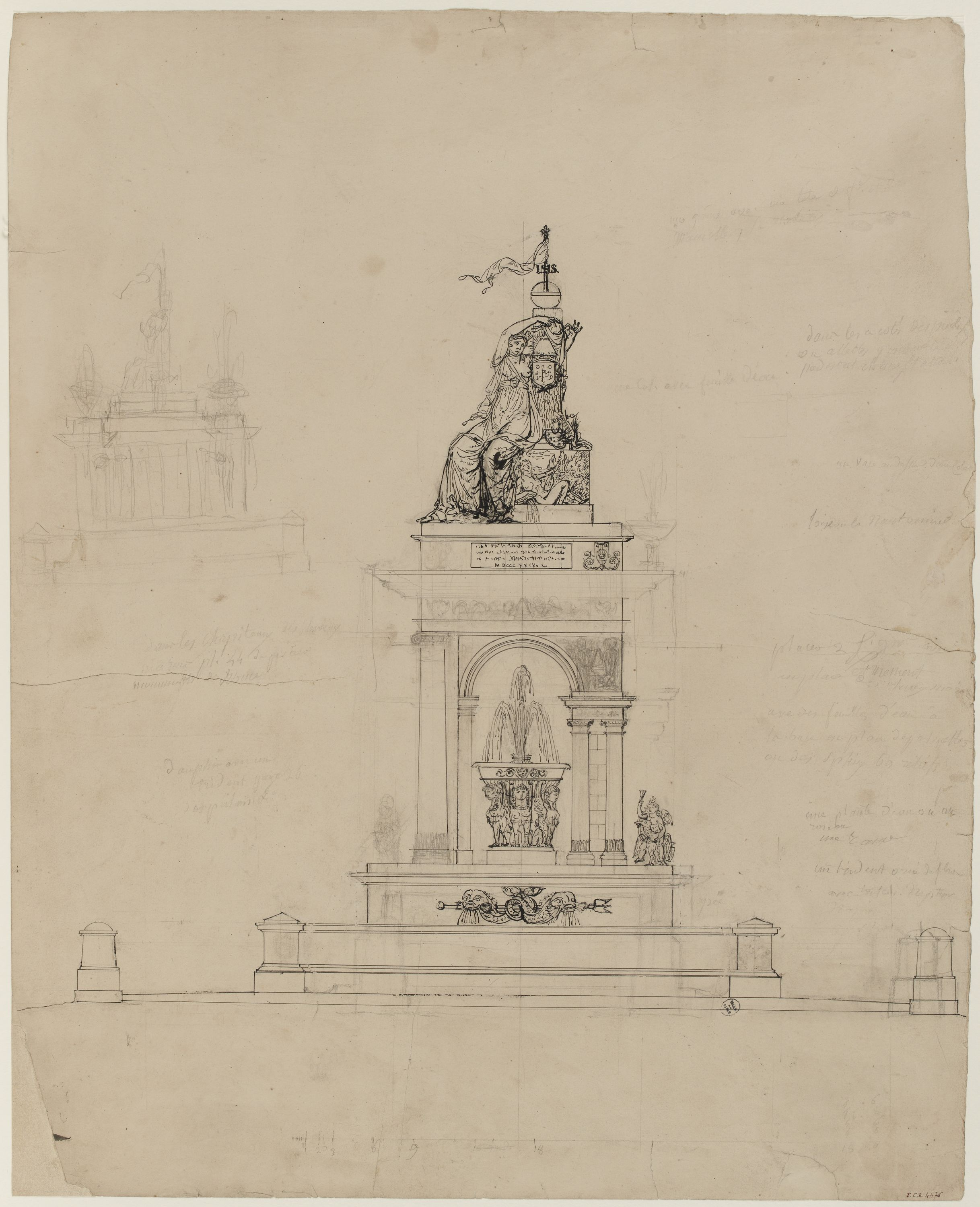
Projet de fontaine, Paris, musée Carnavalet.
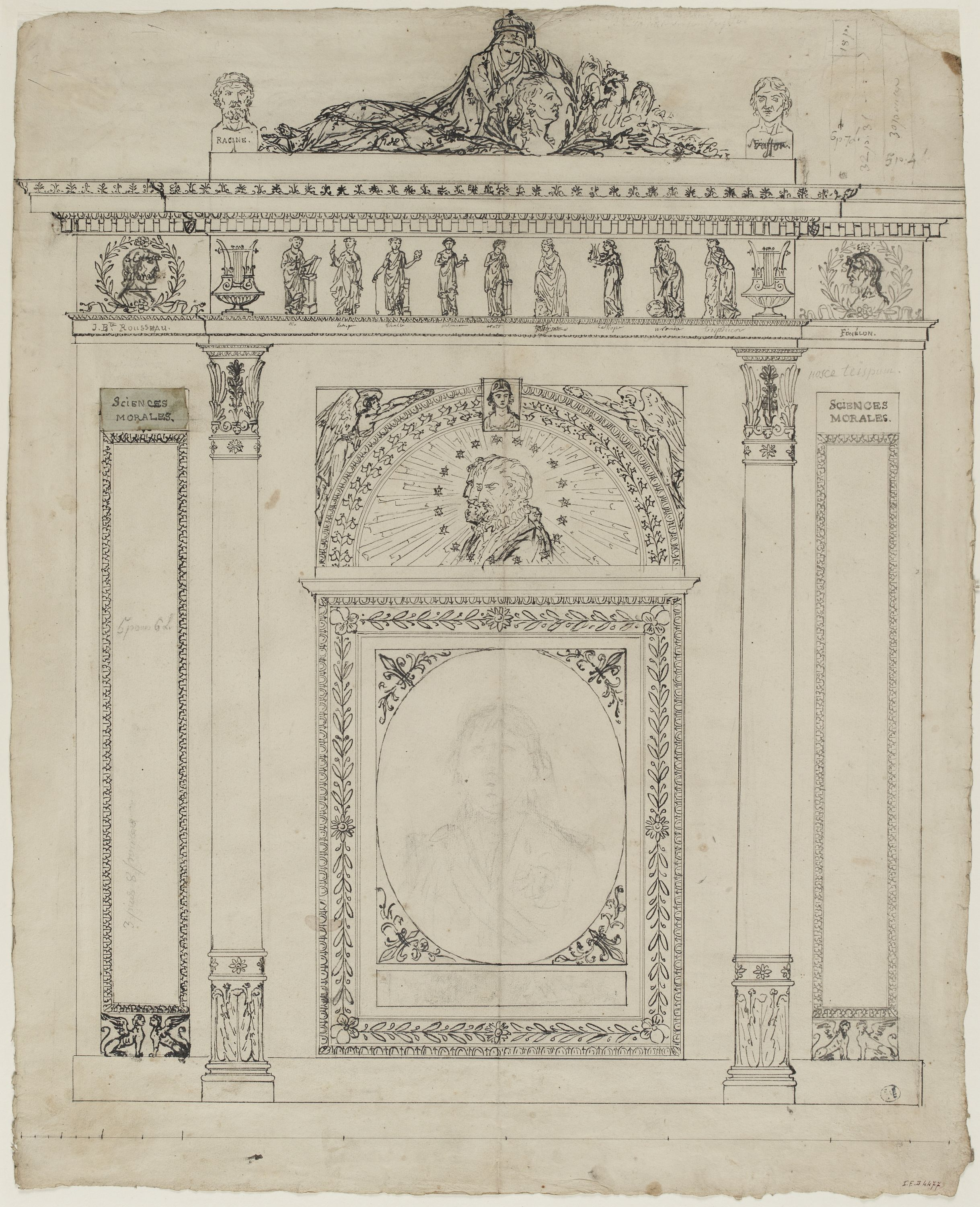
Dessin d'ornement (probablement projet de décoration pour l'Académie des sciences morales), Paris, musée Carnavalet.
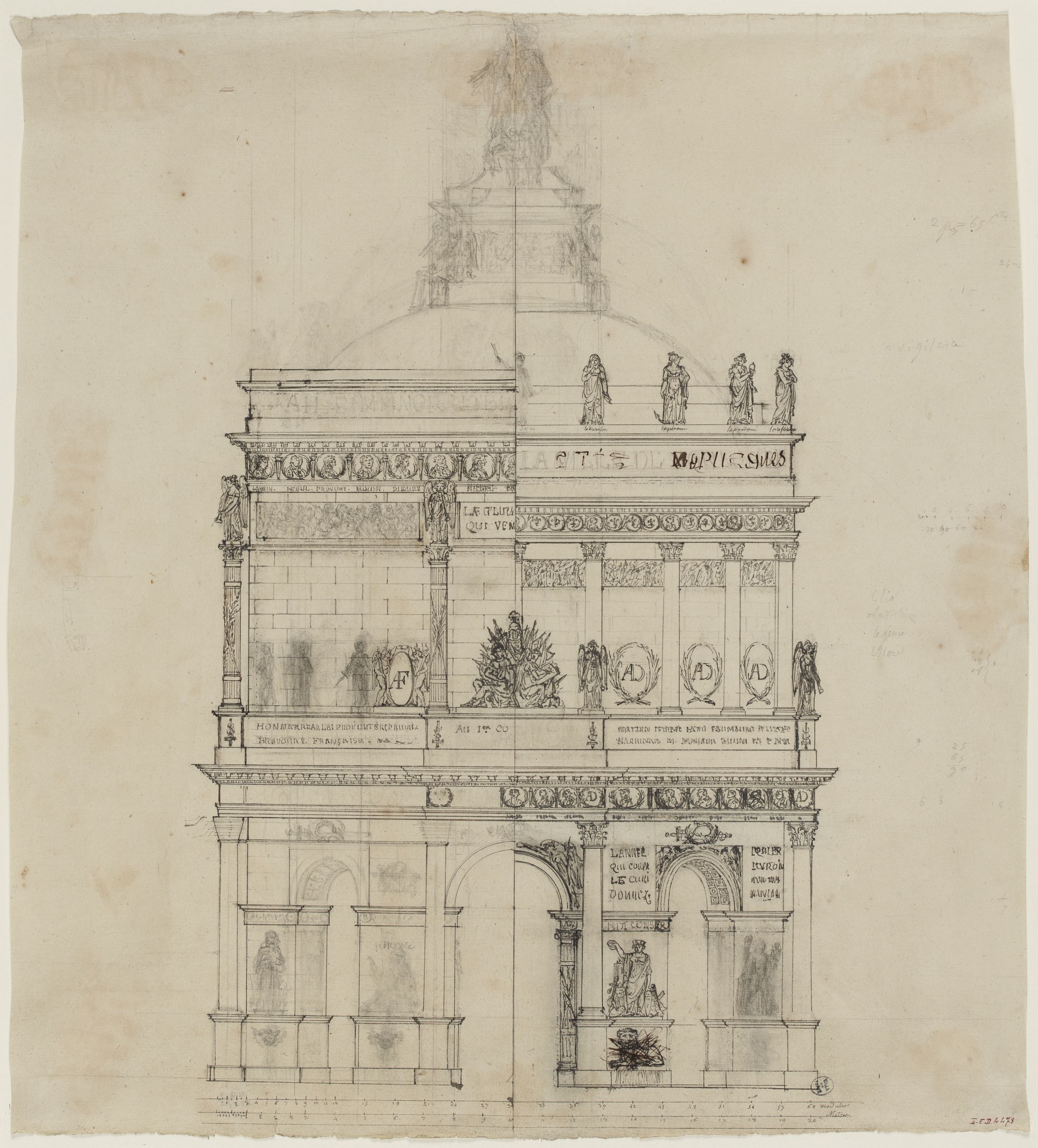
Projet pour un arc de triomphe, Paris, musée Carnavalet.
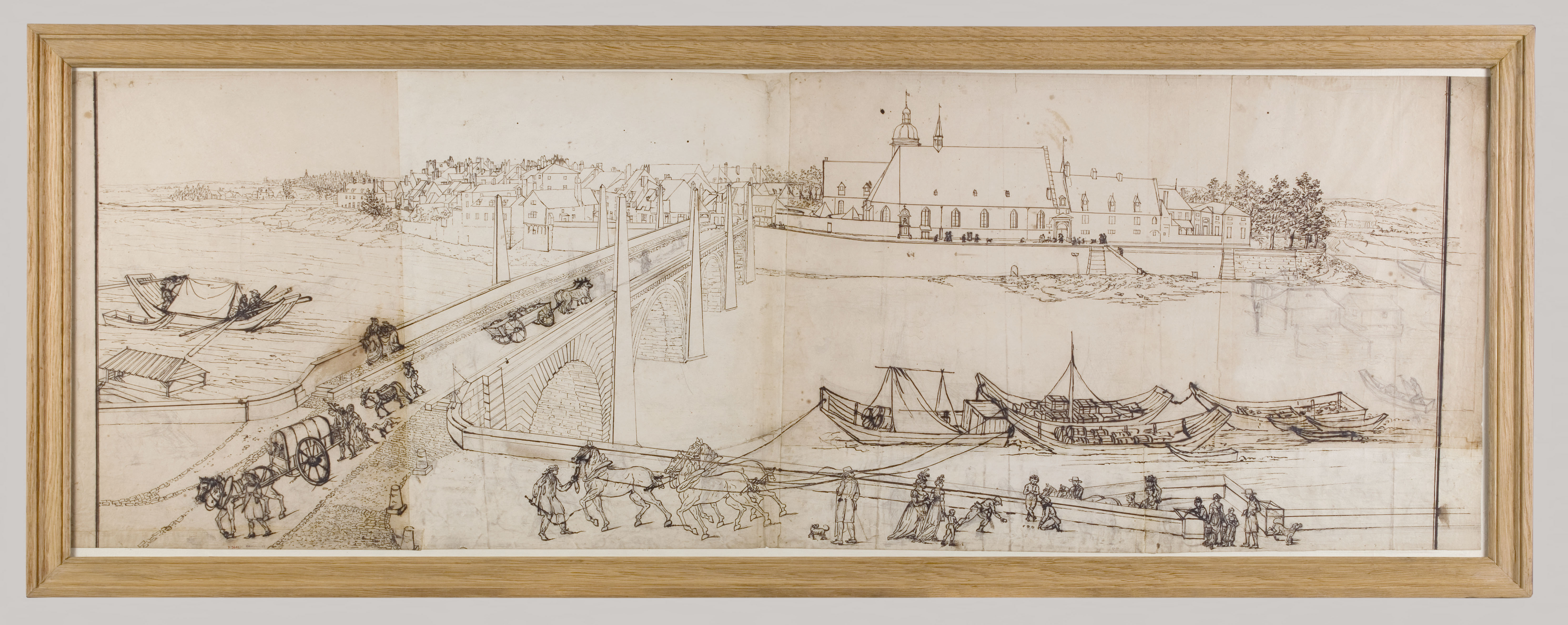
Scène pittoresque au pont de Chalon-sur-Saône, Paris, musée Carnavalet.